# Isildurs Bane
Gli Isildurs Bane sono una progressive rock band di Halmstad, in Svezia.
Il nome della band trae ispirazione dalla saga di libri fantasy "Il Signore degli Anelli" scritta da J.R.R Tolkien. Infatti "Isildur' s Bane" è, in lingua originale, il nome dell'anello di Sauron, oscuro e potente artefatto, intorno al quale girano le vicende e le avventure della saga.

## Formazione
- Klas Assarsson - percussioni
- Jonas Christophs - chitarra
- Fredrik "Gicken" Johansson - basso elettrico
- Mats Johansson - tastiera
- Kjell Severinsson - percussioni
- Jan Severinsson - flauto & violino
- Mats Nilsson - chitarra & voce
- Ingvar Johansson - basso elettrico
- Bengt Johnsson - tastiera
- Dan Andersson - chitarra & oboe

## Discografia
- Sagan om ringen (1981) (Partly re-recorded and re-released in 1988)
- Sagan om den irländska älgen (1984)
- Sea Reflections (1985)
- Eight Moments of Eternity (1987)
- Cheval – Volonté de rocher (1989)
- The Voyage – A Trip to Elsewhere (1992)
- Lost Eggs (1993)
- MIND Vol. 1 (1997)
- MIND Vol. 2: Live (2001)
- MIND Vol. 3 (2003) (& Metamorfosi Trio)
- MIND Vol. 4: Pass (2003)
- Songs from the Observatory (2005)
- Colours not found in nature (2017) (& Steve Hogarth)
- In Amazonia (2019) (& Peter Hammill)
- In Disequilibrium (2021) (& Peter Hammill)
- The Pearl of Ever Changing Shell (2024) (& Jinian Wilde)